# Maria di Borgogna
Maria di Borgogna (Bruxelles, 13 febbraio 1457 – Bruges, 27 marzo 1482) governò i territori borgognoni dei Paesi Bassi e fu suo jure Duchessa di Borgogna dal 1477 fino alla sua morte. Come unica figlia di Carlo il Temerario, Duca di Borgogna, e di Isabella di Borbone, fu l'erede dei vasti, e notevolmente ricchi, domini borgognoni in Francia e nei Paesi Bassi in seguito alla morte del padre nella battaglia di Nancy il 5 gennaio 1477, ed è pertanto spesso definita come Maria la Ricca.

## Biografia
Maria nacque nel Palazzo del Coudenberg, il palazzo dei duchi di Brabante. Era la figlia di Carlo il Temerario, allora noto come Conte di Charolais, e della sua seconda moglie, Isabella di Borbone. La sua nascita, secondo il cronista di corte Georges Chastellain, venne accompagnata da un rombo di tuono che risuonava dal cielo crepuscolare altrimenti limpido. Il suo padrino era Luigi, Delfino di Francia, a quel tempo in esilio in Borgogna, la chiamò in onore di sua madre Maria d'Angiò. Le reazioni alla sua nascita furono contrastanti: il nonno di Maria, il duca Filippo il Buono, non rimase impressionato e "scelse di non partecipare al [battesimo] poiché era solo per una bambina", mentre sua nonna Isabella del Portogallo è stata felicissima della nascita di una nipote. Sua zia illegittima Anna fu nominata come responsabile dell'educazione di Maria e assegnò a Jeanne de Clito come sua governante. Jeanne rimase un'amica di Maria per tutta la vita.
Filippo il Buono morì nel 1467 e il padre di Maria assunse il controllo dello Stato borgognone. Poiché suo padre non aveva eredi maschi in vita al momento della sua ascesa, Maria divenne la sua presunta erede. Suo padre controllava un vasto e ricco dominio costituito dal Ducato di Borgogna. Di conseguenza, la sua mano in matrimonio fu ricercata con entusiasmo da un certo numero di principi. La prima proposta fu ricevuta dal padre quando lei aveva solo cinque anni, in questo caso quella di sposare il futuro re Ferdinando II d'Aragona. Successivamente fu avvicinata da Carlo, duca di Berry; suo fratello maggiore, il re Luigi XI di Francia, fu fortemente infastidito dalla mossa di Carlo e tentò di impedire la necessaria dispensa papale per consanguineità.
Non appena Luigi riuscì ad avere un erede maschio sopravvissuto all'infanzia, il futuro re Carlo VIII di Francia, Luigi volle che fosse lui a sposare Maria. Nicola I, duca di Lorena, aveva qualche anno più di Maria e controllava un ducato che si estendeva lungo il territorio borgognone, ma il suo piano per unire il suo dominio con quello di lei fu interrotto dalla sua morte nel 1473. Un altro corteggiatore fu Giorgio Plantageneto, duca di Clarence (sostenuto dalla sorella Margherita di York), ma suo fratello Edoardo IV, impedì il fidanzamento sia per motivi politici che personali (inizialmente voleva sostenere suo cognato Anthony Woodville). La mossa del re fece arrabbiare il duca, che sembrò perdere il controllo e ricominciarono i conflitti con suo fratello, che alla fine lo portarono alla morte.
Trascorse i primi anni della sua vita con i genitori nel castello di Le Quesnoy, antica residenza dei conti di Hainaut, e nel 1463, quando suo padre divenne Governatore dei Paesi Bassi, si trasferirono nel castello Ten Walle a Gand, nelle Fiandre. Qui Maria trascorse un'infanzia serena, lontana dal rigido cerimoniale di corte, circondata da altri bambini di famiglie nobili ed in piena libertà; nei boschi circostanti apprese le tecniche della caccia.
Nel 1468 suo padre Carlo sposò Margherita di York (1446-1503), sorella di Edoardo IV, con la quale Maria ebbe sempre un affettuoso rapporto.

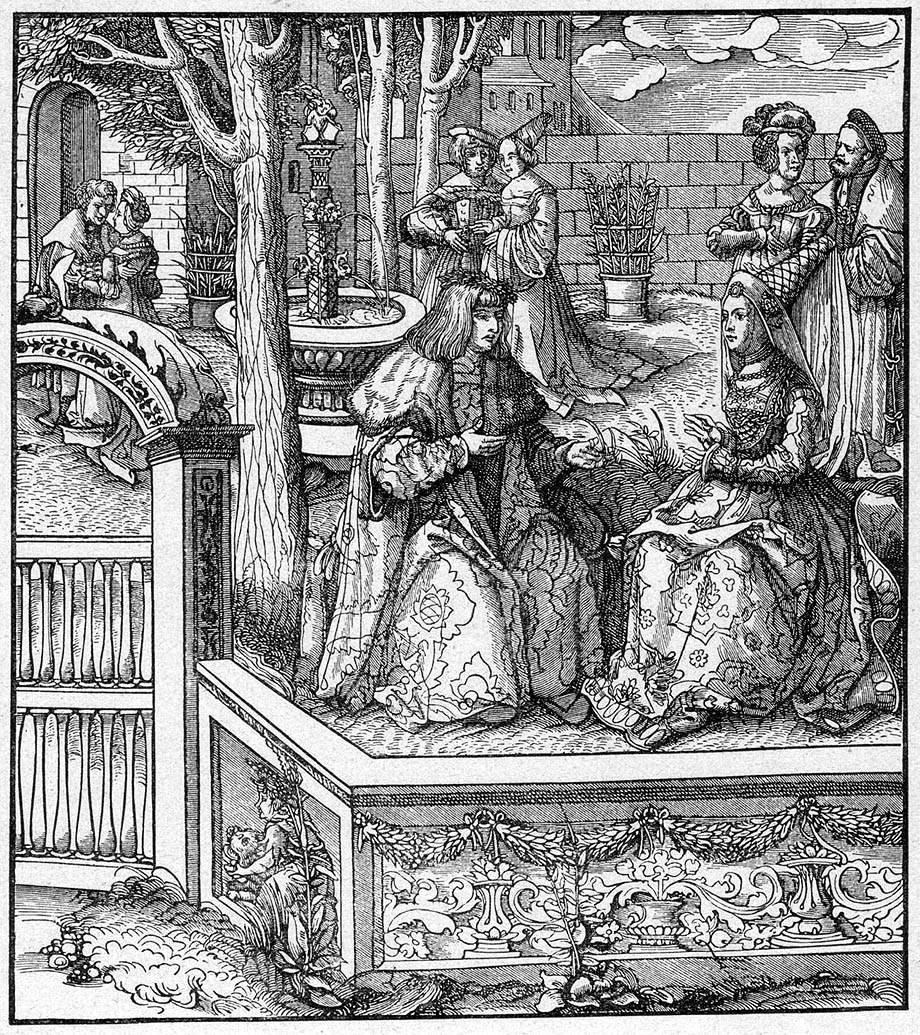
Maria e Massimiliano

## Regno
Maria assunse il governo dei domini di suo padre dopo la sua sconfitta nella battaglia di Nancy e la sua morte il 5 gennaio 1477. Luigi XI colse l'occasione per tentare di impossessarsi del Ducato di Borgogna vero e proprio e anche delle regioni di Franca Contea, Piccardia e Artois.
Il re era ansioso che Maria sposasse suo figlio Carlo e assicurasse così l'eredità dei Paesi Bassi per i suoi eredi, se necessario con la forza delle armi. La Borgogna, temendo il potere militare francese, inviò un'ambasciata in Francia per negoziare un matrimonio tra Maria e il delfino di sei anni (in seguito re Carlo VIII), ma tornò a casa senza fidanzamento; le richieste del re francese di cessione di territori alla corona francese furono ritenute inaccettabili.
In quello stesso anno i cantoni confederati Svizzeri discutevano se occupare o meno la Franca Contea; al congresso di Zurigo, del 24 gennaio 1478, venne firmata la pace tra gli Svizzeri e la Borgogna: i confederati rinunciavano a qualsiasi diritto sulla Franca Contea, mentre Massimiliano si impegnava a pagare un'indennità di 150 000 fiorini agli altri contraenti: i confederati, l'Austria, la Bassa Lorena e la lega delle città renane. Le truppe imperiali allora scesero in campo accanto ai borgognoni, nella guerra contro il re di Francia. La vittoria degli austro-borgognoni sui francesi alla battaglia di Guinegatte, del 7 marzo 1479, anche se non fu schiacciante, fermò l'avanzata francese e salvò le Fiandre. La guerra riprese con particolare violenza e ferocia e l'occupazione dell'Artois fu spietata, la città di Dôle fu data alle fiamme, mentre ad Arras, gli abitanti vennero dispersi e sostituiti con altri provenienti dalla Francia.

### Il Gran Privilegio
Maria fu costretta a firmare una carta dei diritti nota come il Gran Privilegio a Gand il 10 febbraio 1477 in occasione del suo riconoscimento formale come erede di suo padre. In base a questo accordo, le province e le città delle Fiandre, del Brabante, dell'Hainaut e dell'Olanda recuperarono tutti i diritti locali e comunali che erano stati aboliti dai decreti dei duchi di Borgogna nel tentativo di creare uno stato centralizzato sul modello francese a partire dai loro disparati possedimenti nei Paesi Bassi. In particolare, il Parlamento di Mechelen (istituito formalmente da Carlo il Temerario nel 1470) fu abolito e sostituito con l'autorità preesistente del Parlamento di Parigi, considerato un docile contrappeso all'accentramento invadente intrapreso sia da Carlo il Temerario che da Filippo il Buono. La duchessa doveva anche impegnarsi a non dichiarare guerra, fare la pace o aumentare le tasse senza il consenso di queste province e città e solo ad assumere residenti nativi in posti ufficiali.
Tale era l'odio del popolo per il vecchio regime che, nonostante le suppliche della duchessa, due dei più influenti consiglieri di suo padre, il cancelliere Hugonet e il signore d'Humbercourt, furono giustiziati a Gand dopo che si scoprì che erano in corrispondenza con il re di Francia.

## Matrimonio
Nell'autunno 1473 suo padre Carlo il Temerario cercò di ottenere, attraverso un incontro a Treviri con l'imperatore Federico III d'Asburgo, lo statuto di regno indipendente e anche il titolo di Re dei Romani, mentre a Federico III interessava di dare in sposa a suo figlio Massimiliano la figlia di Carlo. Dato che non fu raggiunto alcun accordo, il Temerario non acconsentì al fidanzamento dei due giovani. Subito dopo, Carlo combatté una guerra nel basso Reno a favore delle signorie di Colonia e per questo si attirò una temporanea ostilità da parte dell'imperatore. All'inizio della primavera del 1475 l'imperatore Federico III si riappacificò con Carlo e ripresero le trattative sul matrimonio tra i loro due primogeniti.
Peraltro, la precoce morte del padre, Carlo il Temerario, fece precipitare gli eventi. Maria scelse, tra i tanti suoi pretendenti, di sposare Massimiliano. Il matrimonio ebbe luogo a Gand il 19 agosto 1477. Il matrimonio di Maria con la Casa d'Asburgo diede inizio a due secoli di contese tra la Francia e gli Asburgo, una lotta che culminò con la guerra di successione spagnola.
Dal matrimonio con Massimiliano erano nati tre figli, due dei quali svolsero un ruolo chiave nella storia d'Europa sullo scorcio del XV secolo:
- Filippo il Bello (1478-1506) - erede dei domini materni (governati dal padre Massimiliano, intanto divenuto imperatore, fino al 1493) - che sposò Giovanna la Pazza (figlia dei sovrani cattolici di Spagna, Ferdinando II di Aragona e Isabella I di Castiglia) e che fu a sua volta padre dei futuri imperatori Ferdinando I e Carlo V
- Margherita d'Asburgo (1480 – 1530), sposata in prime nozze all'infante Giovanni di Trastámara e successivamente a Filiberto il Bello duca di Savoia. Rimasta nuovamente vedova e morto intanto il fratello Filippo il Bello, divenne reggente dei Paesi Bassi, paese che governò saggiamente fino alla maggiore età dell'imperatore Carlo V.
- Francesco (1481-1481)

Quando avevano tempo, la coppia si sbizzarriva con la danza, la caccia, la musica e l'amore per gli animali. Maria cercò di insegnare il pattinaggio sul ghiaccio a Massimiliano, che però faticò a padroneggiarne la tecnica. Leggevano romanzi insieme. Subito dopo il matrimonio, portò i falchi nella loro camera da letto (che condividevano invece di vivere in appartamenti separati). Maria allattava lei stessa i bambini, ordinava i menu e pranzava con i mercanti di Digione. Maria tifava per suo marito nei tornei, durante i quali si dimostrò un magnifico giostratore, non solo nelle imprese di forza ma anche nel lusso che elargiva alle attrezzature, ai cavalli, agli accessori e agli ornamenti. All'inizio si parlavano in latino.
Secondo Haemers e Sutch, il contratto di matrimonio originale prevedeva che Massimiliano non potesse ereditare le sue terre borgognone se avessero avuto figli - questo significa che il fatto che la coppia avesse prodotto eredi avrebbe dato problemi a Massimiliano in seguito. Alcuni riportano che il contratto di matrimonio originale prevedeva che solo i figli di Maria e Massimiliano potessero rivendicare la sua eredità borgognona dopo la sua morte. Ma un mese dopo il loro matrimonio, fece un emendamento che designava Massimiliano come erede nel caso in cui non avessero figli - una clausola che avrebbero cercato di ripudiare dopo la sua morte.

### Co-governo con Massimiliano
Con Massimiliano al suo fianco, la posizione di Maria divenne più forte, politicamente e militarmente. Sebbene fosse arrivato senza soldi, né esercito, né sostegno da parte dell'Impero, e senza precedenti esperienze di governo, la sua competenza in materia militare e il suo prestigio come figlio di un imperatore aumentarono la stabilità dei suoi regni.
A questo punto, la parte borgognona aveva perso molti capitani militari a causa delle defezioni verso la Francia sia prima che dopo la morte di Carlo il Temerario. La perdita del Ducato di Borgogna tagliò la spina dorsale dell'intero governo, costituito da alti amministratori e comandanti militari che provenivano dalla nobiltà francofona della Borgogna e della Piccardia. Filippo di Kleve-Ravenstein, suo cugino e amico d'infanzia, venne nominò Stadtholder-General nel 1477, agendo come luogotenente di Massimiliano come ammiraglio dei Paesi Bassi. Nonostante la reputazione della corte borgognona come lussuosa e ricca, Carlo il Temerario aveva perso tutta la sua fortuna nelle sue ultime tre disastrose campagne. I Paesi Bassi erano ricchi ma gli Stati erano riluttanti a pagare. Inoltre, il ducato aveva perso un quarto delle sue entrate fiscali e, a causa di nuove restrizioni, la metà delle sue entrate statali in totale. Quindi la situazione finanziaria iniziale era molto tesa e Maria dovette impegnare molti dei suoi cimeli per finanziare i loro eserciti. Dovette anche cedere alle richieste dei feudatari riguardo ad alcuni dei loro privilegi, in cambio del sostegno finale alla guerra di Massimiliano contro la Francia.
Nel 1478–1479 condusse una campagna contro i francesi e riconquistò Le Quesnoy, Condé e Antoing. Sconfisse le forze francesi a Guinegatte, l'odierna Enguinegatte, il 7 agosto 1479. Nonostante la vittoria, Massimiliano dovette abbandonare l'assedio di Thérouanne e sciogliere il suo esercito, sia perché i Paesi Bassi non volevano che diventasse troppo forte o perché il suo tesoro era vuoto. Inoltre, si dimostrò spietato quanto Carlo nel reprimere le ribellioni nei Paesi Bassi. Quando scoppiarono di nuovo i conflitti tra gli Hoeken e Kabeljauwen, l'arciduca riuscì a porre il conflitto sotto controllo e assicurò il dominio dei Kabeljauwen, ignorando il Gran Privilegio nel processo.
Tuttavia, ha mantenuto il suo primato politico tra la coppia. I suoi sudditi guardavano con sospetto allo status di straniero di Massimiliano e alle sue ambizioni militari. Temevano che avrebbe prolungato la guerra per riconquistare il Ducato di Borgogna, e anche che nuovi successi lo avrebbero rafforzato e fatto di lui una seconda venuta di Carlo il Temerario, la cui eredità aveva lasciato in loro un sentimento di disgusto. Inoltre, secondo Philippe de Commines, Massimiliano, troppo giovane e in terra straniera, era stato "cresciuto molto male" e quindi non aveva la minima idea di come condurre gli affari di stato. Maria e Margherita cercarono di insegnargli il francese e l'olandese, ma si rivelò uno studente pigro. Maria accompagnò Massimiliano nei suoi numerosi viaggi, fungendo da cuscinetto tra il principe e i suoi sudditi. Secondo Juan Luis Vives, un autore quasi contemporaneo, quando i suoi sudditi le si avvicinavano per questioni politiche, consultava il marito, ma era sempre in grado di amministrare tutto secondo i propri desideri e Massimiliano, marito mite, non si sarebbe mai opposto alla sua volontà.
Gestiva gli affari interni e partecipava a tutte le assemblee in cui la coppia aveva bisogno di aumentare le entrate. La monetazione borgognona mostrava che Massimiliano non fu mai dotato del rango ufficiale che i mariti reali contemporanei come Ferdinando d'Aragona. Apparentemente, poteva imporre la sua volontà al coniuge anche in materia militare, come mostrato nelle due volte in cui ha provato a farlo. In un caso, raccontato da Massimiliano nel manoscritto delle Weisskunig, i suoi consiglieri cercarono di impedirgli di scatenare la guerra contro un esercito francese più forte che si era concentrato al fronte, ma era determinato a portarla a termine. I consiglieri chiesero aiuto a Maria, che gli ha detto che poteva andare ma che sarebbe dovuto tornare prima per salutarla. Quando è tornato, lei lo ha prontamente rinchiuso nel suo appartamento. Dopo lunghe trattative, accettò invece di andare a ballare ed venne rilasciato. Nelle sue immagini e presentazioni ufficiali, è stata presentata come una governante attiva e imponente, di solito a cavallo e con un falco. Ha adottato un'immagine più pacifista di suo padre, ma la sua posizione di legittimo sovrano è stata enfatizzata mentre Massimiliano, corazzato e armato, tendeva a essere mostrato dietro sua moglie. Ciò era in contrasto con i ritratti di profilo commissionati da Massimiliano durante il suo successivo regno come imperatore.
Per rafforzare il sostegno al governo, si è concentrata maggiormente sulle apparizioni pubbliche.
L'inverno del 1482 fu rigido e la Francia aveva dichiarato il blocco del sale, ma la situazione politica nei Paesi Bassi era complessivamente positiva; l'aggressione francese fu temporaneamente frenata e la pace interna fu in gran parte ristabilita.

## Morte

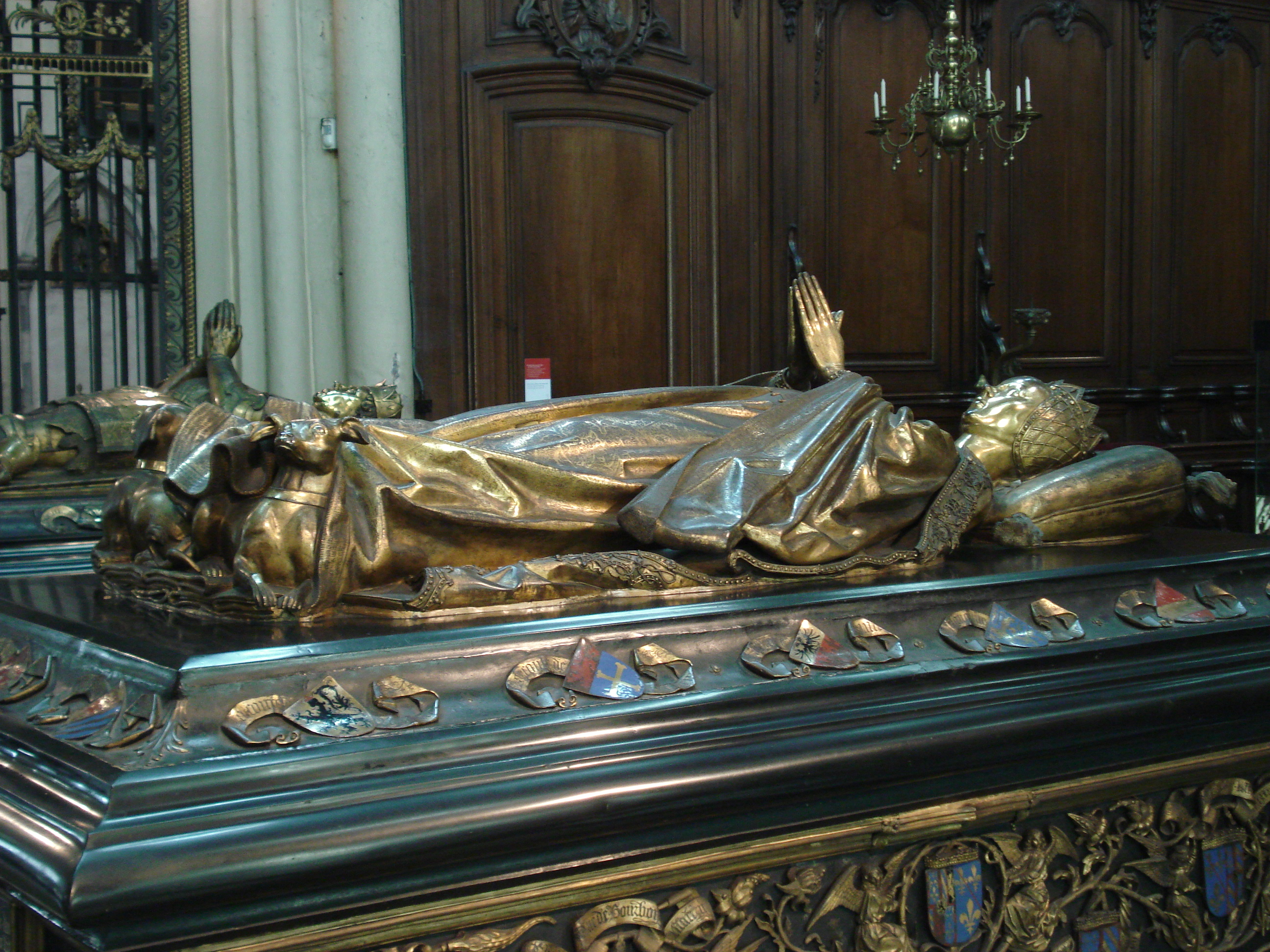
Monumento funerario di Maria di Borgogna nella chiesa di Nostra Signora a Bruges. Accanto alla tomba di Maria vi è inoltre il monumento funebre del padre Carlo I di Borgogna.

Nel 1482, una caccia col falcone nei boschi vicino al castello di Wynendaele fu organizzata da Adolfo I di Kleve, signore di Ravenstein. Maria amava cavalcare e stava cacciando con Massimiliano e i cavalieri di corte quando il suo cavallo inciampò, la gettò in un fosso e poi le atterrò addosso, spezzandole la schiena. Morì diverse settimane dopo, il 27 marzo, per lesioni interne, dopo aver redatto un testamento dettagliato. Fu sepolta nella chiesa di Nostra Signora a Bruges il 3 aprile 1482. Al momento dell'incidente era incinta.
Massimiliano era devastato. Inizialmente ella aveva nascosto l'entità della sua ferita per calmarlo. Quando Maria continuò a mostrare un dolore incontrollabile, egli fu costretto a uscire dalla sua camera in modo da poter discutere questioni di stato con i suoi nobili, riguardo ai quali chiese a loro di mantenere il giuramento di fedeltà a lui e ai loro figli. Massimiliano non era presente quando Maria pronunciò le sue ultime parole.
Il tribunale in bancarotta la onorò con un glorioso funerale, mentre Massimiliano fuse le stoviglie per l'occasione.
Sua figlia di due anni, Margherita, fu mandata invano in Francia, per sposare il Delfino, nel tentativo di compiacere Luigi XI e convincerlo a non invadere i territori posseduti da Maria.
Luigi fu pronto a riprendere le ostilità con Massimiliano e lo costrinse ad accettare il trattato di Arras del 1482, con il quale la Franca Contea e l'Artois passarono per un certo periodo al dominio francese, solo per essere recuperati dal Trattato di Senlis del 1493, che stabilì la pace nei Paesi Bassi. Il matrimonio di Maria con la Casa d'Asburgo si rivelò un disastro per la Francia perché l'eredità borgognona la portò in seguito in conflitto con la Spagna e il Sacro Romano Impero.
Nel 1493 morì l'imperatore Federico III. Massimiliano divenne il leader de facto dell'Impero e cedette il controllo dei Paesi Bassi al figlio suo, Filippo. A questo punto, le ribellioni contro l'autorità di Massimiliano erano state sottomesse con la forza e fu istituita una forte monarchia ducale.
La devozione che il popolo dei Paesi Bassi aveva verso Maria (spesso idealizzata come rappresentazione terrena della Vergine Maria) aiutò Massimiliano, i suoi figli e il governo centrale nel turbolento periodo successivo alla sua morte.

## Ascendenza
|                         |                       |                              | Genitori                                   |  |  | Nonni |  |  | Bisnonni             |  |  | Trisnonni              |  |
|                         |                       |                              |                                            |  |  |       |  |  | Giovanni di Borgogna |  |  | Filippo II di Borgogna |  |
|                         |                       |                              |                                            |  |  |       |  |  | Giovanni di Borgogna |  |  | Filippo II di Borgogna |  |
|                         |                       | Margherita III delle Fiandre |                                            |  |  |       |  |  | Giovanni di Borgogna |  |  |                        |  |
| Filippo III di Borgogna |                       |                              |                                            |  |  |       |  |  | Giovanni di Borgogna |  |  |                        |  |
|                         |                       | Margherita di Baviera        | Alberto I di Baviera                       |  |  |       |  |  |                      |  |  |                        |  |
|                         |                       | Margherita di Baviera        | Alberto I di Baviera                       |  |  |       |  |  |                      |  |  |                        |  |
|                         |                       | Margherita di Baviera        | Margherita di Brieg                        |  |  |       |  |  |                      |  |  |                        |  |
| Carlo I di Borgogna     |                       | Margherita di Baviera        |                                            |  |  |       |  |  |                      |  |  |                        |  |
|                         |                       | Giovanni I del Portogallo    | Pietro I del Portogallo                    |  |  |       |  |  |                      |  |  |                        |  |
|                         |                       | Giovanni I del Portogallo    | Pietro I del Portogallo                    |  |  |       |  |  |                      |  |  |                        |  |
|                         |                       | Giovanni I del Portogallo    | Teresa Lourenço                            |  |  |       |  |  |                      |  |  |                        |  |
| Isabella d'Aviz         |                       | Giovanni I del Portogallo    |                                            |  |  |       |  |  |                      |  |  |                        |  |
|                         |                       | Filippa di Lancaster         | Giovanni Plantageneto, I duca di Lancaster |  |  |       |  |  |                      |  |  |                        |  |
|                         |                       | Filippa di Lancaster         | Giovanni Plantageneto, I duca di Lancaster |  |  |       |  |  |                      |  |  |                        |  |
|                         |                       | Filippa di Lancaster         | Bianca di Lancaster                        |  |  |       |  |  |                      |  |  |                        |  |
| Maria di Borgogna       |                       | Filippa di Lancaster         |                                            |  |  |       |  |  |                      |  |  |                        |  |
|                         | Giovanni I di Borbone | Luigi II di Borbone          |                                            |  |  |       |  |  |                      |  |  |                        |  |
|                         | Giovanni I di Borbone | Luigi II di Borbone          |                                            |  |  |       |  |  |                      |  |  |                        |  |
|                         | Giovanni I di Borbone | Anna d'Alvernia              |                                            |  |  |       |  |  |                      |  |  |                        |  |
| Carlo I di Borbone      | Giovanni I di Borbone |                              |                                            |  |  |       |  |  |                      |  |  |                        |  |
|                         |                       | Maria di Berry               | Giovanni di Valois                         |  |  |       |  |  |                      |  |  |                        |  |
|                         |                       | Maria di Berry               | Giovanni di Valois                         |  |  |       |  |  |                      |  |  |                        |  |
|                         |                       | Maria di Berry               | Jeanne d'Armagnac                          |  |  |       |  |  |                      |  |  |                        |  |
| Isabella di Borbone     |                       | Maria di Berry               |                                            |  |  |       |  |  |                      |  |  |                        |  |
|                         |                       | Giovanni di Borgogna         | Filippo II di Borgogna                     |  |  |       |  |  |                      |  |  |                        |  |
|                         |                       | Giovanni di Borgogna         | Filippo II di Borgogna                     |  |  |       |  |  |                      |  |  |                        |  |
|                         |                       | Giovanni di Borgogna         | Margherita III delle Fiandre               |  |  |       |  |  |                      |  |  |                        |  |
| Agnese di Borgogna      |                       | Giovanni di Borgogna         |                                            |  |  |       |  |  |                      |  |  |                        |  |
|                         |                       | Margherita di Baviera        | Alberto I di Baviera                       |  |  |       |  |  |                      |  |  |                        |  |
|                         |                       | Margherita di Baviera        | Alberto I di Baviera                       |  |  |       |  |  |                      |  |  |                        |  |
|                         |                       | Margherita di Baviera        | Margherita di Brieg                        |  |  |       |  |  |                      |  |  |                        |  |
|                         |                       | Margherita di Baviera        |                                            |  |  |       |  |  |                      |  |  |                        |  |

## Nella cultura di massa
- Nel 2017 appare co-protagonista della mini serie televisiva Maximilian - Il gioco del potere e dell'amore. Il suo ruolo è interpretato dall'attrice francese Christa Théret.